# 고래자리 왜소은하

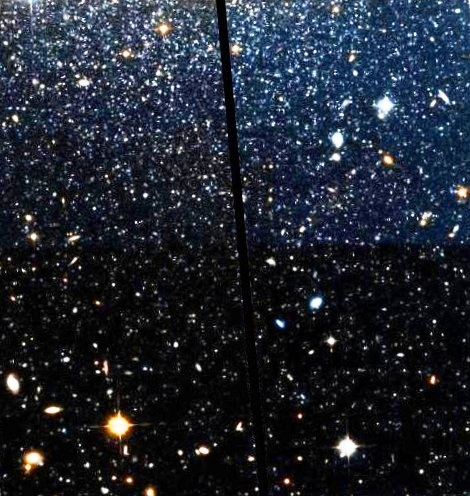

고래자리 왜소 은하(Cetus Dwarf)는 고래자리 방향으로 지구에서 약 246만 광년 떨어져 있는 왜소 은하이다. 우리 은하가 속한 국부 은하군 중 독립적인 은하이다. 이 은하에서 관측 가능한 항성은 거의 모두 적색 거성이다.

## 역사
1999년 Alan Whiting, George Hau, Mike Irwin에 의해 발견되었다.

## 특징
2000년 시점에서 중성 수소 가스는 발견되지 않았다.